# Let Me Down Slow
"Let Me Down Slow" er en den anden sang fra The Rolling Stones album A Bigger Bang fra 2005.
Sangen er hovedsagelig en Jagger komposition selvom den, ligesom alle de andre sange, bliver krediteret til makkerparret Mick Jagger og Keith Richards. Richards sagde i 2005:” Mick kom op med den grundlæggende sang, men jeg kom på tonen… Men jeg vil sige at denne her er mere Mick end mig, absolut. Det kan du høre .”
Til indspilningen sang Jagger, mens Richards spillede akustisk og elektrisk guitar. Ron Wood spillede den elektriske slide guitar, mens Charlie Watts og Darryl Jones henholdsvis spillede trommer og bass. Koret bestod af Richards og Jagger .

### Fodnote
1. ↑  Let Me Down Slow
2. ↑  "Let Me Down Slow". Arkiveret fra originalen 31. oktober 2007. Hentet 16. februar 2008.